# Saison 2012 des Brewers de Milwaukee
La saison 2012 des Brewers de Milwaukee est la 44e saison en Ligue majeure de baseball pour cette franchise, sa 43e depuis son installation dans la ville de Milwaukee, et sa 15e depuis son passage de la Ligue américaine à la Ligue nationale.
Les Brewers jouent sous la moyenne de ,500 (plus de défaites que de victoires) du 14 avril au 10 septembre avant de s'inviter dans la course aux séries éliminatoires en toute fin d'année. C'est cependant trop peu, trop tard, et ils terminent cinq parties derrière Saint-Louis et de la qualification pour les matchs d'après-saison. L'offensive, Ryan Braun et Aramis Ramírez en tête, affiche une meilleure performance qu'en 2011, les Brewers menant la Ligue nationale pour les points comptés, les circuits, la moyenne de puissance et les buts volés, mais le personnel de releveurs s'effondre durant l'été et coûte à l'équipe plusieurs victoires. Avec 83 succès et 79 défaites, 13 gains de moins que l'année précédente, Milwaukee glisse de la première à la troisième place de la division Centrale de la Ligue nationale. Le lanceur étoile Zack Greinke est échangé aux Angels de Los Angeles à la fin juillet.

## Contexte
Avec 96 victoires, un record de franchise, contre 66 défaites en 2011, les Brewers remportent leur premier championnat de division en 29 ans. Ils terminent au premier rang de la section Centrale pour la première fois depuis leur passage à la Ligue nationale. Après avoir éliminé les Diamondbacks de l'Arizona en Série de divisions, Milwaukee s'incline en 6 parties de Série de championnat de la Ligue nationale devant les éventuels gagnants de la Série mondiale 2011, les Brewers de Milwaukee. Ryan Braun est le premier joueur des Brewers depuis 1989 à remporter le titre de joueur par excellence de la saison régulière, et le premier de la franchise depuis qu'elle joue dans la Nationale.

## Intersaison
L'intersaison est marquée par la saga Ryan Braun. Ce dernier apprend qu'il a échoué en octobre 2011 un test de dépistage de drogue. Risquant une suspension d'au moins 50 parties, le joueur par excellence de la Ligue nationale conteste les conclusions de ce test et, en février, il devient le premier joueur à faire renverser un contrôle de dopage négatif. Braun, qui clâme son innocence, peut commencer la saison avec son équipe.
Sans surprise, Prince Fielder, une des vedettes des Brewers depuis son entrée dans les majeures en 2005, quitte Milwaukee. Devenu agent libre, Fielder signe un contrat de 9 saisons avec les Tigers de Détroit. Déjà persuadé du départ de leur puissant cogneur, les Brewers mettent sous contrat le 14 décembre 2011 le joueur de troisième but Aramis Ramírez, qui vient de connaître une saison de 26 coups de circuit et 93 points produits avec les Cubs de Chicago.
Durant la saison morte, les Brewers évitent l'arbitrage salarial avec leur releveur Francisco Rodríguez, qui accepte un nouveau contrat d'une saison. Ils laissent partir le joueur d'arrêt-court Yuniesky Betancourt et le remplacent par Álex González et César Izturis. Le 12 décembre, le troisième but Casey McGehee est échangé aux Pirates de Pittsburgh contre le releveur José Veras.
En décembre, les Brewers gagnent le droit de négocier avec le voltigeur de centre Norichika Aoki, des Tokyo Yakult Swallows du championnat japonais. Il est mis sous contrat pour deux ans en janvier.
Outre Fielder, les Brewers perdent via le marché des agents libres le lanceur de relève Takashi Saito, le joueur d'utilité Jerry Hairston, le voltigeur Mark Kotsay, le lanceur droitier LaTroy Hawkins et le receveur substitut Wil Nieves.

## Calendrier pré-saison
L'entraînement de printemps des Brewers s'ouvre en février et le calendrier de matchs préparatoires précédant la saison s'étend du 4 mars au 4 avril 2012.

## Saison régulière
La saison régulière des Brewers se déroule du 6 avril au 3 octobre 2012 et prévoit 162 parties. Elle débute à domicile au Miller Park par la visite de l'équipe contre qui les Brewers ont disputé leur dernier match en 2011, les Cardinals de Saint-Louis.

### Juillet
- 27 juillet : Les Brewers échangent leur as lanceur Zack Greinke, destiné à devenir joueur autonome après la saison, aux Angels de Los Angeles, contre trois  joueurs d'avenir : l'arrêt-court Jean Segura et les lanceurs Johnny Hellweg et Ariel Peña[27].

### Classement
| Ligue nationale (Division Centrale) | V  | D   | %    | Diff. |
| ----------------------------------- | -- | --- | ---- | ----- |
| Reds de Cincinnati                  | 97 | 65  | ,599 | -     |
| Cardinals de Saint-Louis            | 88 | 74  | ,543 | 9     |
| Brewers de Milwaukee                | 83 | 79  | ,512 | 14    |
| Pirates de Pittsburgh               | 79 | 83  | ,488 | 18    |
| Cubs de Chicago                     | 61 | 101 | ,377 | 36    |
| Astros de Houston                   | 55 | 107 | ,340 | 42    |

## Affiliations en ligues mineures
| Niveau            | Équipe                    | Ligue                         |
| ----------------- | ------------------------- | ----------------------------- |
| AAA               | Nashville Sounds          | Ligue de la côte du Pacifique |
| AA                | Huntsville Stars          | Southern League               |
| A-Advanced        | Brevard County Manatees   | Florida State League          |
| A                 | Wisconsin Timber Rattlers | Midwest League                |
| Ligue des recrues | Helena Brewers            | Pioneer Baseball League       |
| Ligue des recrues | Arizona League Brewers    | Arizona League                |
| Ligue des recrues | DSL Brewers               | Dominican Summer League       |